# Alisha Boe
Alisha Ilhaan Bø (Oslo, 6 de março de 1997), conhecida profissionalmente como Alisha Boe, é uma atriz norueguesa, conhecida por seu papel como Jessica Davis na série original Netflix 13 Reasons Why baseado no romance de Jay Asher, e Gwen na série Teen Wolf.

## Biografia
Alisha Ilhaan Bø nasceu em Oslo, capital da Noruega, filha de mãe norueguesa e pai somali. Ela se mudou para Los Angeles em 2004, com a sua mãe. Quando estava no ensino fundamental, frequentou a escola secundária George Ellery Hale Middle School. No ensino fundamental, ela frequentou a El Camino Real High School conhecido como ECR ou Elco, localizado no distrito de Woodland Hills, na região do Vale de São Fernando, na cidade de Los Angeles, Califórnia. Sua escola também é conhecida por seus famosos ex-alunos atores que também estavam matriculados em seu programa atuação. Ela depois saiu do ensino médio para prosseguir sua carreira de atriz.

## Carreira
Boe fez sua estreia como atriz em 2008, quando ela conseguiu um papel de Lisa no terror Amusement. Um ano mais tarde ela apareceu no filme,He's On My Mind, como Laci e em 2012 em Atividade Paranormal 4 como Tara.Em 2014, ela co-estrelou duas produções, em janeiro como Tracy em Modern Family e em julho, como Brynn Hendry em dois episódios da série de suspense Extant. Em novembro de 2014, ela se juntou ao elenco da série dramática da NBC, Days of Our Lives, em um papel de Daphne. Em 2017, ela interpretou Jessica Davis no original Netflix 13 Reasons Why. Alisha veio ao Brasil em 2017 e 2018 para divulgação  da série com seus colegas de trabalho Brandon Flynn e Christian Navarro.

## Filmografia

### Filmes
| Ano  | Título                           | Papel           | Notas          |
| ---- | -------------------------------- | --------------- | -------------- |
| 2008 | Amusement                        | Lisa            |                |
| 2009 | He's On My Mind                  | Laci            |                |
| 2009 | Plastic Makes Perfect            | Brooke          | Curta-metragem |
| 2012 | Atividade Paranormal 4           | Tara            |                |
| 2015 | In Extremis                      | Alexa O' Connor |                |
| 2017 | 68 Kill                          | Violet          |                |
| 2019 | Gates of Darkness                | Alexa O'Connor  |                |
| 2019 | Poms                             | Chloe           |                |
| 2019 | Yes, God, Yes                    | Nina            |                |
| 2022 | When You Finish Saving the World | Lila            |                |
| 2022 | Do Revenge                       | Tara            | [ 7 ]          |

### Televisão
| Ano           | Título original   | Papel            | Notas                     |
| ------------- | ----------------- | ---------------- | ------------------------- |
| 2013          | Trophy Wife       | Chelsea Trassen  | 1ª temporada, episódio 1  |
| 2014          | Modern Family     | Tracy            | 5ª temporada, episódio 11 |
| 2014          | Extant            | Brynn Hendy      | 2 episódios               |
| 2014          | Days of Our Lives | Daphne           | Recorrente; 2014-2015     |
| 2015          | Ray Donovan       | Janet            | Recorrente; 2015-         |
| 2015          | NCIS              | Farrah Meyers    | 1 episódio                |
| 2015          | Casual            | Becca            | 6 episódios               |
| 2015          | CSI: Cyber        | Grace Clarke     | Recorrente; 2015-2016     |
| 2016          | Teen Wolf         | Gwen             | 3 episódios               |
| 2017-2020     | 13 Reasons Why    | Jessica Davis    | Elenco principal          |
| 2023–presente | The Buccaneers    | Conchita Closson | Papel principal           |